# Ove Jensen (atlet)
 Der er flere personer med dette navn, se Ove Jensen.
Ove Jensen (født 1937) er en tidligere dansk atlet. Han var medlem af Københavns IF. Han nåede fire landskampe.
Ove Jensen var Martin Jensens søn.

## Danske mesterskaber
- Sølv 1962 Stangspring 3,90
- Guld 1961 Danmarksturneringen
- Bronze 1960 Stangspring 3,70
- Guld 1960 Danmarksturneringen
- Sølv 1959 3000 meter forhindring 9,35,
- Bronze 1958 Stangspring 3,50

## Personlige rekord
- 1500 meter: 4.03.0 1959
- 3000 meter: 9,20,4 1959
- 3000 meters forhindrings løb: 9,28,6 1959, Fredriksberg stadion
- 5000 meter: 15,37,0 1960
- Stangspring 4.00 , 24. maj 1964 Østerbro Stadion
- Længdespring: 6,31 1958